# Resolutie 948 Veiligheidsraad Verenigde Naties
Resolutie 948 van de Veiligheidsraad van de Verenigde Naties werd met veertien stemmen voor en één onthouding van Rwanda aangenomen op 15 oktober 1994. 
De Veiligheidsraad toonde zich middels deze resolutie tevreden over de terugkeer van de Jean-Bertrand Aristide als legitieme president van Haïti, en stemde in met het sturen van een voorhoede van de UNMIH-vredesmissie.

## Achtergrond
Na decennia onder dictatoriaal bewind won Jean-Bertrand Aristide in december 1990 de verkiezingen in Haïti. In september 1991 werd hij met een staatsgreep weer verdreven. Nieuwe verkiezingen werden door de internationale gemeenschap afgeblokt, waarna het land in de chaos verzonk. Na Amerikaanse bemiddeling werd Aristide in 1994 in functie hersteld.

## Inhoud

### Waarnemingen
De Veiligheidsraad merkte op dat zijn leden verschillende standpunten hadden ingenomen toen resolutie 940 werd aangenomen. Ook had de Raad de rapporten van de multinationale macht, die met zijn toestemming naar Haïti was gestuurd om het land te beveiligen en stabiliseren, ontvangen. Als die macht haar taak had voltooid, zou ze worden vervangen door de UNMIH-vredesmissie.

### Handelingen
Op 15 oktober was de president van Haïti, Jean-Bertrand Aristide, tot de tevredenheid van de Veiligheidsraad teruggekeerd naar zijn land. Nu zouden de heropbouw en verzoening moeten kunnen beginnen. Men was ook bijzonder tevreden dat de militaire leiders waren vertrokken, het Haïtiaanse parlement was bijeengekomen en dat het vredesakkoord, het pact van New York en de VN-resoluties in uitvoering waren. Ze steunde voluit de inspanningen van de legitieme Haïtiaanse regering om het land uit de crisis te halen. Ook werd de rol van de multinationale macht hierin erkend, omdat ze de terugkeer naar de democratie mogelijk had gemaakt. De Veiligheidsraad steunde dan ook de inzet van een voorhoede van UNMIH en de verdere voorbereiding van die missie die de multinationale macht zou vervangen zodra de ze bepaalde dat een veilige en stabiele omgeving was opgezet. Verder zouden, in overeenstemming met resolutie 944, de sancties tegen Haïti worden opgeheven.

## Verwante resoluties
- Resolutie 940 Veiligheidsraad Verenigde Naties
- Resolutie 944 Veiligheidsraad Verenigde Naties
- Resolutie 964 Veiligheidsraad Verenigde Naties
- Resolutie 975 Veiligheidsraad Verenigde Naties (1995)

Lijst ·  893 ·  894 ·  895 ·  896 ·  897 ·  898 ·  899 ·  900 ·  901 ·  902 ·  903 ·  904 ·  905 ·  906 ·  907 ·  908 ·  909 ·  910 ·  911 ·  912 ·  913 ·  914 ·  915 ·  916 ·  917 ·  918 ·  919 ·  920 ·  921 ·  922 ·  923 ·  924 ·  925 ·  926 ·  927 ·  928 ·  929 ·  930 ·  931 ·  932 ·  933 ·  934 ·  935 ·  936 ·  937 ·  938 ·  939 ·  940 ·  941 ·  942 ·  943 ·  944 ·  945 ·  946 ·  947 ·  948 ·  949 ·  950 ·  951 ·  952 ·  953 ·  954 ·  955 ·  956 ·  957 ·  958 ·  959 ·  960 ·  961 ·  962 ·  963 ·  964 ·  965 ·  966 ·  967 ·  968 ·  969